# 六歌仙 (酒造メーカー)
六歌仙（ろっかせん）は、山形県の清酒製造業を行う酒蔵である。

## 代表銘柄
- 山法師 純米吟醸
- 六歌仙 五段仕込純米酒
- ひととき 純米酒
- 手間暇

## 概要
1972年、山形県の北村山地区（東根市、村山市、尾花沢市、大石田町）にある5つの酒蔵が集まり創設された。和歌を詠んだ平安の歌人、六歌人のように人々の心にやさしい味わいを届けたい思いを込めて六歌仙が誕生した。
六歌仙のお酒は黒伏山から湧出る水を仕込水として使用し、山形県産の米を使い酒を醸している。清酒の他、スパークリングタイプのお酒やすいかのお酒なども製造している。

## 沿革
- 1972年（昭和47年）10月 - 山形銘醸株式会社として設立。
- 1985年（昭和60年）10月 - 六歌仙酒造協業組合（山形県村山市）を設立。構成蔵の醸造部門を廃業、集約。
- 1992年（平成4年）3月 - 社名を現在の株式会社六歌仙に変更。
- 2020年（令和2年）12月 - 六歌仙酒造協業組合を六歌仙酒造株式会社に組織変更。
- 2021年（令和3年）2月 - 六歌仙酒造株式会社を株式会社六歌仙を存続会社として吸収合併。[2]

## 受賞歴
- 2017年4月・インターナショナルワインチャレンジ2017「SAKE部門」
  - 純米酒の部
    - BRONZE：六歌仙 五段仕込み 純米

  - 純米大吟醸の部
    - SILVER：手間暇 純米大吟醸

  - 本醸造酒の部
    - BRONZE：六歌仙 柱焼酎仕込 原酒

  - 大吟醸酒の部
    - SILVER：手間暇 大吟醸

  - スパークリングの部
    - BRONZE：六歌仙 ひととき 純米 白
    - COMMENDED：六歌仙 ひととき ロゼ

  - 普通酒の部
    - COMMENDED：六歌仙 辛口
- 2017年10月 KURA MASTER
  - 純米大吟醸部門
    - 金賞：手間暇 純米大吟醸

  - 純米部門
    - 金賞：六歌仙 五段仕込み 純米